# Třinec (Trzyniec)
Třinecⓘ (pol. Trzyniec) – stacja kolejowa w Trzyńcu, w kraju morawsko-śląskim, w Czechach.

## Historia
Stacja kolejowa została otwarta w 1871 roku gdy doprowadzono do niej kolej Koszycko-Bogumińską. Wybudowano ceglany budynek o architekturze austriackiej z wiatą, identyczny z tym, jaki powstał w tym samym czasie w Nawsiu. Stacja posiadała perony ziemne. W marcu 1958 roku po sześciu latach budowy otwarto nowy dworzec projektu czeskiego architekta Josefa Dandy, w którym zlokalizowane były kasy, poczekalnia, ekspedycja towarowa, sklepy, kioski, bufet oraz mieszkania dla pracowników kolei. Na perony prowadzi przejście nadziemne. Stacja kolejowa została zmodernizowana w 2011 roku, zamontowano wówczas windy umożliwiające korzystanie z peronów stacji osobom poruszającym się na wózkach inwalidzkich. W dniu 21 kwietnia 2016 roku został otwarty nowy dworzec z poczekalnią i kasami biletowymi. Obiekt jest przystosowany dla osób niepełnosprawnych. W pobliżu zlokalizowano przystanek autobusowy z wiatami, strefę odpoczynku z zielenią i dodatkowo nowy parking. Stacja posiada dwujęzyczną nazwę, gdyż ponad 10% mieszkańców gminy to przedstawiciele mniejszości polskiej. Ze stacji zostały wytyczone szlaki turystyczne pod Czantorię Wielką i na Równą.